# Hugh de Lacy, I conte di Ulster
Hugh de Lacy, I conte dell'Ulster (1176 circa – Leinster, 26 dicembre 1242), di origine anglo-normanna, fu una delle figure di spicco dell'invasione dell'Irlanda voluta da Enrico II d'Inghilterra.
Venne creato Conte di Ulster dal re Giovanni d'Inghilterra nel 1205.

## La Contea dell'Ulster
De Lacy era il figlio minore di Hugh de Lacy, signore di Meath. Verso il 1189 circa, fu nominato viceré d'Irlanda, carica precedentemente ricoperta da suo padre. Fu sostituito nel 1190 da Guillaume le Petil. Fu poi riconfermato viceré dal 1205 al 1210.
Nel 1199, Giovanni d'Inghilterra autorizzò de Lacy a dichiarare guerra a John de Courcy, che aveva conquistato gran parte dell'Ulster senza il permesso del re. Hugh catturò de Courcy nel 1204. Un resoconto della cattura appare nel Libro di Howth.
Nel 1205, re Giovanni lo creò conte dell'Ulster e fece di quello che era il territorio di de Courcy, la Contea dell'Ulster. Continuò la conquista del regno nord-orientale di Ulaid, estendendo i precedenti territori occupati da de Courcy, con i territori che corrispondono alle moderne contee di Antrim e Down e parti della contea di Londonderry.